# Smilax oblongata
Smilax oblongata là một loài thực vật có hoa trong họ Smilacaceae. Loài này được Sw. miêu tả khoa học đầu tiên năm 1788.